# Bezkyslíkaté kyseliny

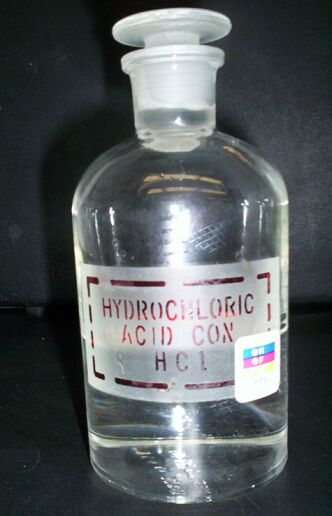
Kyselina chlorovodíková

Bezkyslíkaté kyseliny jsou kyseliny neobsahující atom kyslíku. Konkrétně je to sloučenina, která obsahuje vodík, a alespoň jeden další nekovový prvek. Jejich obecný vzorec je HaZ, kde Z je kyselinotvorný prvek či skupina prvků.

## Názvosloví
Název bezkyslíkaté kyseliny se tvoří z podstatného jména kyselina a přídavného jména vytvořeného z názvu sloučeniny nekovu s vodíkem s koncovkou -ová, protože většina bezkyslíkatých kyselin vzniká rozpuštěním některých plynných sloučenin ve vodě.

## Zástupci

### Halogenovodíkové kyseliny
Halogenovodíkové kyseliny jsou vodné roztoky halogenovodíků. Jsou složené z 1 vodíku a 1 halogenu s oxidačním číslem −I. Jejich soli se nazývají halogenidy.
| vzorec | název                                    | čistá látka | soli     |
| ------ | ---------------------------------------- | ----------- | -------- |
| HF     | kyselina fluorovodíková                  | fluorovodík | fluoridy |
| HCl    | kyselina chlorovodíková (kyselina solná) | chlorovodík | chloridy |
| HBr    | kyselina bromovodíková                   | bromovodík  | bromidy  |
| HI     | kyselina jodovodíková                    | jodovodík   | jodidy   |

Podobné vlastnosti má i radioaktivní kyselina astatovodíková:
| vzorec | název                   | čistá látka | soli |
| ------ | ----------------------- | ----------- | ---- |
| HAt    | kyselina astatovodíková | astatovodík | -    |

### Chalkogenovodíkové kyseliny
Chalkogenovodíkové kyseliny jsou vodné roztoky plynných chalkogenovodíků. Jsou složené ze 2 vodíků a 1 chalkogenu s oxidačním číslem −II. Jejich soli patří
pod chalkogenidy. Nejznámější je kyselina sirovodíková.
| vzorec | název                    | čistá látka | soli                         |
| ------ | ------------------------ | ----------- | ---------------------------- |
| H2S    | kyselina sirovodíková    | sulfan      | sulfidy, hydrogensulfidy     |
| H2Se   | kyselina selenovodíková  | selan       | selenidy, hydrogenselenidy   |
| H2Te   | kyselina tellurovodíková | tellan      | telluridy, hydrogentelluridy |
| H2Po   | kyselina polanová        | polan       | -                            |

### Ostatní
| vzorec | název                  | čistá látka | soli    |
| ------ | ---------------------- | ----------- | ------- |
| HCN    | kyselina kyanovodíková | kyanovodík  | kyanidy |
| HN3    | kyselina azidovodíková | azidovodík  | azidy   |